# Maé Roudet--Rubens
Maé Roudet—Rubens, née le 28 mai 2005 à Lyon, est une actrice française.

## Biographie

### Jeunesse
Elle commence le théâtre en 2018 dans la Compagnie Intrusion. Puis elle joue son premier rôle au cinéma en 2020 dans le film Cœurs vaillants de Mona Achache.
Elle rejoint Obelus Production en 2021.

## Filmographie
Sauf indication contraire, les informations mentionnées dans cette section peuvent être confirmées par les bases de données cinématographiques IMDb et Allociné,  présentes dans la section « Liens externes ».

### Actrice

#### Courts métrages
- 2014 : Prisonnières du code fuck de Jean-Pierre Olinger : Marie jeune
- 2022 : Write Wrote Written de Robin Bourlet : La régisseuse

#### Longs métrages
- 2022 : Cœurs vaillants de Mona Achache : Hannah

### Équipe technique
- 2021 : Sur le fil court-métrage de Robin Bourlet : Seconde assistante réalisateur
- 2021 : Dessine-moi une planète long-métrage de Robin Bourlet et Léo Riehl : Seconde assistante réalisateur et seconde assistante caméra
- 2021 : Les Désaccordés court-métrage 48hfp Rennes de Robin Bourlet : Première assistante caméra
- 2021 : Chère humaine court-métrage 48hfp Lyon de Robin Bourlet : Seconde assistante caméra
- 2021 : Monsieur le Directeur court-métrage de Robin Bourlet : Seconde assistante réalisateur
- 2022 : Page Blanche court-métrage de Robin Bourlet : Seconde assistante caméra et seconde assistante réalisateur
- 2022 : Rien ne sert de courir court-métrage 48hfp Lyon de Robin Bourlet : Seconde assistante caméra et seconde assistante réalisateur
- 2022 : Faites comme chez moi court-métrage 48hfp Rennes de Robin Bourlet : Assistante réalisateur, cadreuse, électricienne
- 2023 : Sans moi court-métrage de Melvinn Bal : Monteuse
- 2024 : La Minute qui Précède Minuit court-métrage de Thomas Auger : Première assistante réalisateur

## Théâtre
- 2022 : Le Meryl de Amélie Rochard : Lucie Geoffray
- 2022 : Ces Mots pour Sépulture ou Comment raconter une odeur  de Charlotte Jarrix : Le cousin et Simon